# West-Münsterlands
West-Münsterlands is een Nedersaksisch dialect dat gesproken wordt in het westen van Münsterland in de deelstaat Noordrijn-Westfalen. Het dialect is onderdeel van het Westfaals en is een van de twee meest voorkomende dialecten in het Münsterland naast het oostelijker gelegen Münsterlands. Het dialect wordt gesproken in het gebied tussen de Achterhoek en Twente, maar ook iets oost- en zuidelijker. Daarom lijkt het West-Münsterlands ook op Twents en Achterhoeks. Men zegt in het West-Münsterlands boven de lijn Isselburg-Wesel net zoals in Twente en de oostelijke Achterhoek(Twents-Graafschaps) hoes voor huis in plaats van huus in de meer westelijke Nedersaksisch sprekende gebieden.
Het aantal sprekers is niet bekend. De belangrijkste steden waar je het dialect kunt horen zijn Borken, Ahaus, Gronau, Dorsten, Lembeck, Rhede en Bocholt. Het dialect wordt net zoals de andere Westfaalse dialecten gekenmerkt door een sterke diftongering.

## Voorbeelden
In Lembeck zeggen ze "De Lembeckische Kääk ligg midden in n Dorp, bobben up n Bääg" (De Lembeckse kerk ligt midden in het dorp, boven op een berg).
Terwijl ze in Dorsten voor Kääk en Bääg juist kerke en berg zeggen.
In Borken zegt men "In Borken goot se met den Kettel nao de Becke" (In Borken gaan ze met de Ketel naar de Becke).
In Rhede zeggen ze echter keatel en beake voor kettel en Becke.